# Nathaniel Crouch
Nathaniel Crouch (Lewes, 1632 o 1640 – 1725) è stato uno scrittore, editore e libraio inglese.

## Biografia
Nathaniel Crouch nacque a Lewes, nel Sussex, probabile zona d'origine del padre Thomas Crouch.
Nel 1656 scelse di iniziare la sua carriera editoriale cominciando il suo apprendistato presso il libraio londinese Livewell Chapmann. Nel 1666 diede il via alla sua attività di libero professionista, aprendo prima una libreria vicino Lombard Street e spostandosi poi in varie zone delle capitale inglese.
Padre di due figli, nel 1695 si trasferì in St. Mildred Poultry, quartiere nel centro di Londra.
Nathaniel Crouch djvenne piuttosto noto in questo periodo, poiché oltre ad essere un abile editore, fu anche un astuto scrittore che firmava i suoi libri con gli pseudonimi di Richard Burton, Robert Burton o R.B.
Durante la sua lunga attività, scrisse anche diversi articoli di taglio giornalistico e nel 1700 fondò il The English Post, che ebbe vita breve.
Tra il 1666 e il 1725 pubblicò circa 78 opere letterarie.
Il libraio inglese morì secondo più fonti nel 1725.